# Ronald Searle
Ronald William Fordham Searle (Cambridge, 3 de março de 1920 - Draguignan, 30 de dezembro de 2011) foi um cartunista britânico, sendo o criador, entre outras coisas, de St Trinian's School e co-autor (com Geoffrey Willans) de Molesworth tetralogy.